# 別什基夫卡
51°40′37″N 32°16′58″E / 51.67694°N 32.28278°E
別什基夫卡（烏克蘭語：Бешківка），是烏克蘭的村落，位於該國北部切爾尼戈夫州，由別爾洛濟區負責管轄，面積0.29平方公里，海拔高度141米，2001年人口29，人口密度每平方公里100.69人。